# Chippis
Chippis est une commune suisse du canton du Valais, située dans le district de Sierre.

## Géographie
La commune de Chippis se trouve dans le district de Sierre, dans le canton du Valais. Elle se situe sur la rive gauche du Rhône. Son territoire comprend un village à 520 m d'altitude et un coteau abrupt entre 500 à 1 000 m.
La commune de Chippis s'étend sur 1,98 km2. Lors du relevé de 2013-2018, les surfaces d'habitations et d'infrastructures représentaient 24,9 % de sa superficie, les surfaces agricoles 5,1 %, les surfaces boisées 60,9 % et les surfaces improductives 9,6 %.
| Sierre  |         | Sierre    |
|         | Chippis |           |
| Chalais |         | Anniviers |

## Toponymie
L’origine du nom de la commune est inconnue, les hypothèses formulées ne résistant pas à l'analyse.
La première occurrence écrite du toponyme remonte au XIe siècle, sous la forme Sepils.
Le nom allemand de la commune est Zippis.

## Histoire

Photo aérienne historique de Werner Friedli de 1955.

L'histoire de Chippis au Moyen Âge est mal connue. Seules subsistent les ruines du château de Beauregard. Le village fait partie de la seigneurie épiscopale de Sierre. Aucune famille seigneuriale ne prit le nom de Chippis. Les premiers statuts de la communauté sont mentionnés en 1449. De 1798 à 1815, Chippis est réuni à Chalais. Il devient ensuite commune et un échange territorial avec Sierre lui donne ses limites actuelles. La chapelle de Saint-Urbain (1278) est filiale de Chalais jusqu'en 1856, puis paroissiale (églises en 1868 et 1923). Chippis est situé à un point de franchissement du torrent de la Navizence, dont les débordements fréquents, tout particulièrement celui de 1834, ont obligé à creuser le lit actuel. Chippis est isolé par la construction, entre 1802 et 1810, de la route du Simplon sur la rive droite du Rhône ; un pont fixe n'est construit qu'en 1879. La commune connaît un grave incendie en 1853.
Chippis s'industrialise dès le XIXe siècle, avec notamment un laboratoire d'analyse du cobalt (1834), une exploitation de nickel, de plomb argentifère (vers 1856), de gypse (jusqu'en 1936), de quartzite, de carbonate de chaux, de magnésie, de pierre ollaire, de sable rouge et d'anthracite. La commune possède également une usine électrique sur la Navizence dès 1893. Le bond industriel et démographique date de l'installation en 1905 de l'usine d'aluminium d'Alusuisse et de la forte interdépendance entre Chippis et Sierre, où s'étend aussi ce complexe électrométallurgique, pôle d'attraction de toute la région.

## Population et société

### Gentilé et surnom
Les habitants de la commune se nomment les Chippillards ou les Chippiards.
Ils sont surnommés lé Pizo, soit les pilleurs en patois valaisan.

### Démographie

#### Évolution de la population
Chippis compte 1 556 habitants au 31 décembre 2022 pour une densité de population de 786 hab/km2. Sur la période 2010-2019, sa population a diminué de −0,9 % (canton : 10,5 % ; Suisse : 9,4 %).  

#### Pyramide des âges
En 2020, le taux de personnes de moins de 30 ans s'élève à 34,5 %, au-dessus de la valeur cantonale (31,7 %). Le taux de personnes de plus de 60 ans est quant à lui de 23,8 %, alors qu'il est de 26,6 % au niveau cantonal.
La même année, la commune compte 810 hommes pour 787 femmes, soit un taux de 50,7 % d'hommes, supérieur à celui du canton (49,6 %).
| Hommes | Classe d’âge | Femmes |
| ------ | ------------ | ------ |
| 0,6    | 90 ans ou +  | 1,9    |
| 6,9    | 75 à 89 ans  | 10,7   |
| 13,5   | 60 à 74 ans  | 13,9   |
| 20,9   | 45 à 59 ans  | 20,2   |
| 21,9   | 30 à 44 ans  | 20,6   |
| 19,6   | 15 à 29 ans  | 18,0   |
| 16,7   | - de 14 ans  | 14,7   |

| Hommes | Classe d’âge | Femmes |
| ------ | ------------ | ------ |
| 0,5    | 90 ans ou +  | 1,2    |
| 7,5    | 75 à 89 ans  | 9,4    |
| 16,8   | 60 à 74 ans  | 17,7   |
| 22,2   | 45 à 59 ans  | 21,7   |
| 20,3   | 30 à 44 ans  | 19,4   |
| 17,7   | 15 à 29 ans  | 16,6   |
| 14,9   | - de 14 ans  | 14,1   |

## Culture et patrimoine

### Patrimoine bâti
L'église paroissiale de Chippis est construite entre 1918 et 1922 par l'architecte Marc Burgener. Ses vitraux et ses fresques ont été réalisées par Otto Haberer-Sinner et Joseph Heimgartner (de). Elle est dédiée à Urbain Ier.
L'école primaire est construite entre 1906 et 1909 par Marc Burgener et Joseph Heimgartner. Son architecture est de type Heimatstil.
Le territoire communal comprend également le château de Beauregard, à l'entrée du val d'Anniviers. Son origine est inconnue, mais il a appartenu à la famille de Rarogne. Il est détruit en 1416 par un incendie.

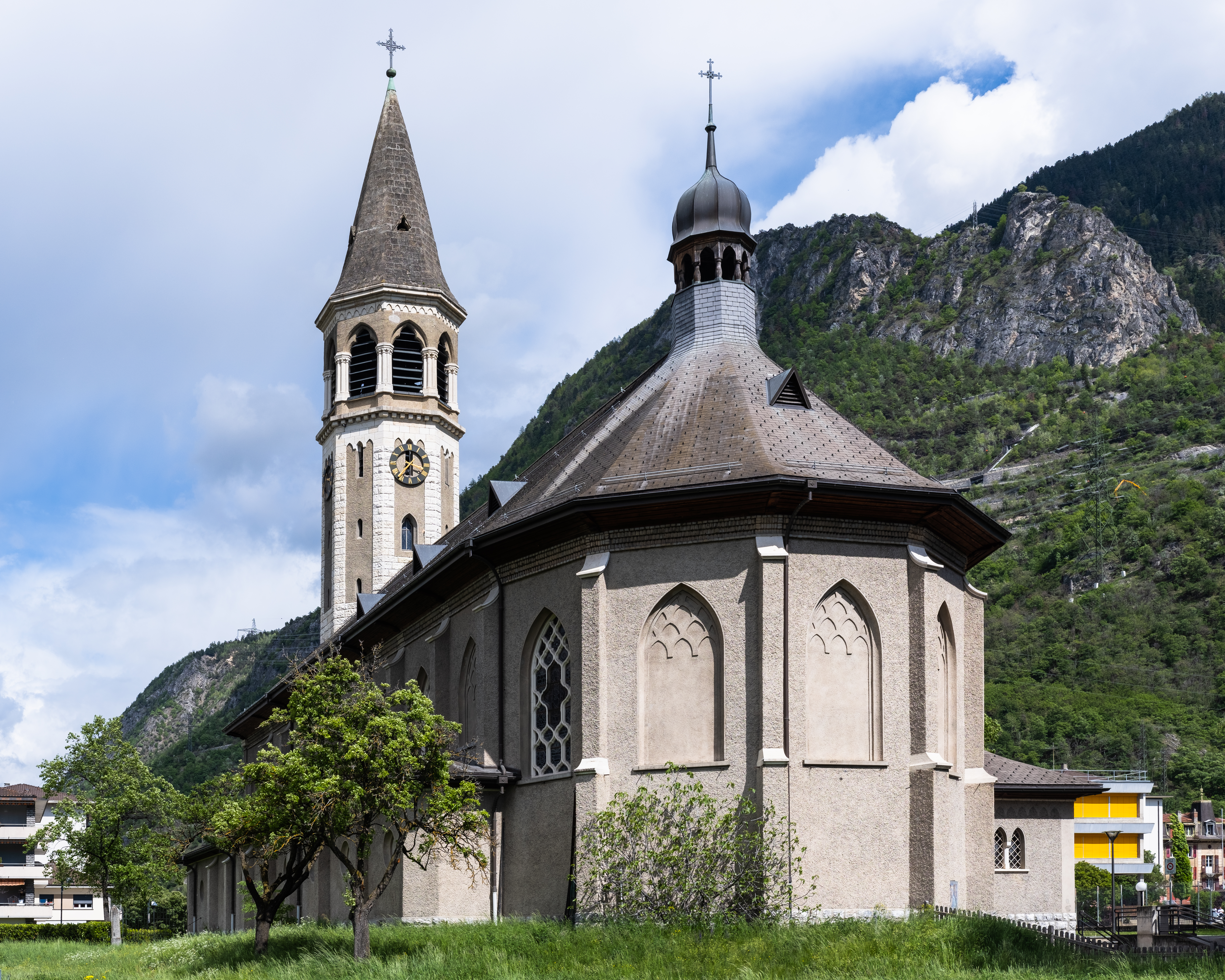
L'église paroissiale Saint-Urbain.
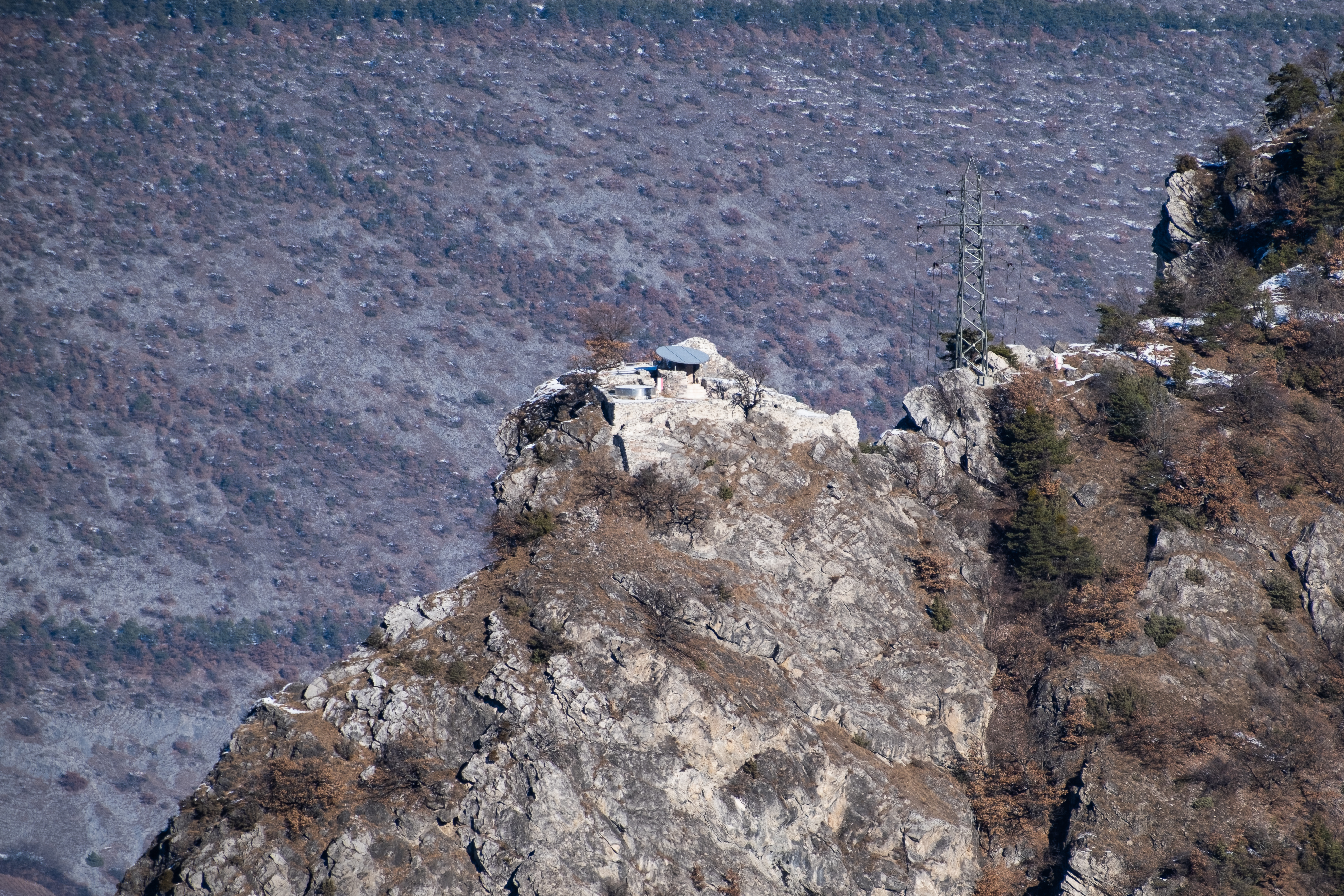
Le château de Beauregard.

### Personnalités
- Robert Dill-Bundi (1958-2024), coureur cycliste suisse.
- Arthur Gander, président de la Fédération internationale de gymnastique entre 1966 et 1976.
- Michel Morganella, footballeur suisse.

### Héraldique
| Blason | Blasonnement : « Mi-parti coupé, au 1 de gueules à la roue crantée d'argent, au 2 d'azur à l'église d'argent ouverte de sable, au 3 de gueules à trois étoiles d'argent, une vergette ondée d'argent mouvant d'une rivière du même posée en fasce, les deux brochant sur les traits de la partition. » |

Les armoiries de Chippis sont modernes. Elles représentent la jonction entre la Navizence et le Rhône ainsi que l'église du village construite en 1923. La roue dentée, dont la stylisation a été officialisée en 1940, symbolise l'industrie.

#### Archives
- Fonds : Chippis, Paroisse (1911-2003) [0,4 mètre].  Cote : CH AEV, AP Chippis. Sion : Archives de l'État du Valais (présentation en ligne)..

#### Livres
- Gaëtan Cassina, Le district de Sierre I. La ville de Sierre et Chippis, vol. 143, Société d’histoire de l’art en Suisse, coll. « Les monuments d’art et d’histoire de la Suisse », 2021, 415 p. (ISBN 978-3-03797-722-4).